# Puuk (Kaway XVI)
Puuk is een bestuurslaag in het regentschap Aceh Barat van de provincie Atjeh, Indonesië. Puuk telt 209 inwoners (volkstelling 2010).